# 哈特利 (密歇根州)
哈特利（英語：Hartley）是位於美國密歇根州戈吉比克縣梅雷尼斯科鎮區的一個非建制地區。此地得名自鐵路公司老闆查爾斯·H·哈特利（Charles H. Hartley）。

## 地理
哈特利所處的海拔為高於海平面488米（即1601英呎），而該地所採用的時區為UTC-5，即北美东部時區（EST）。同時該地設有夏令時間，為UTC-5調快一小時，即UTC-4（EDT）。